# 真空管電腦

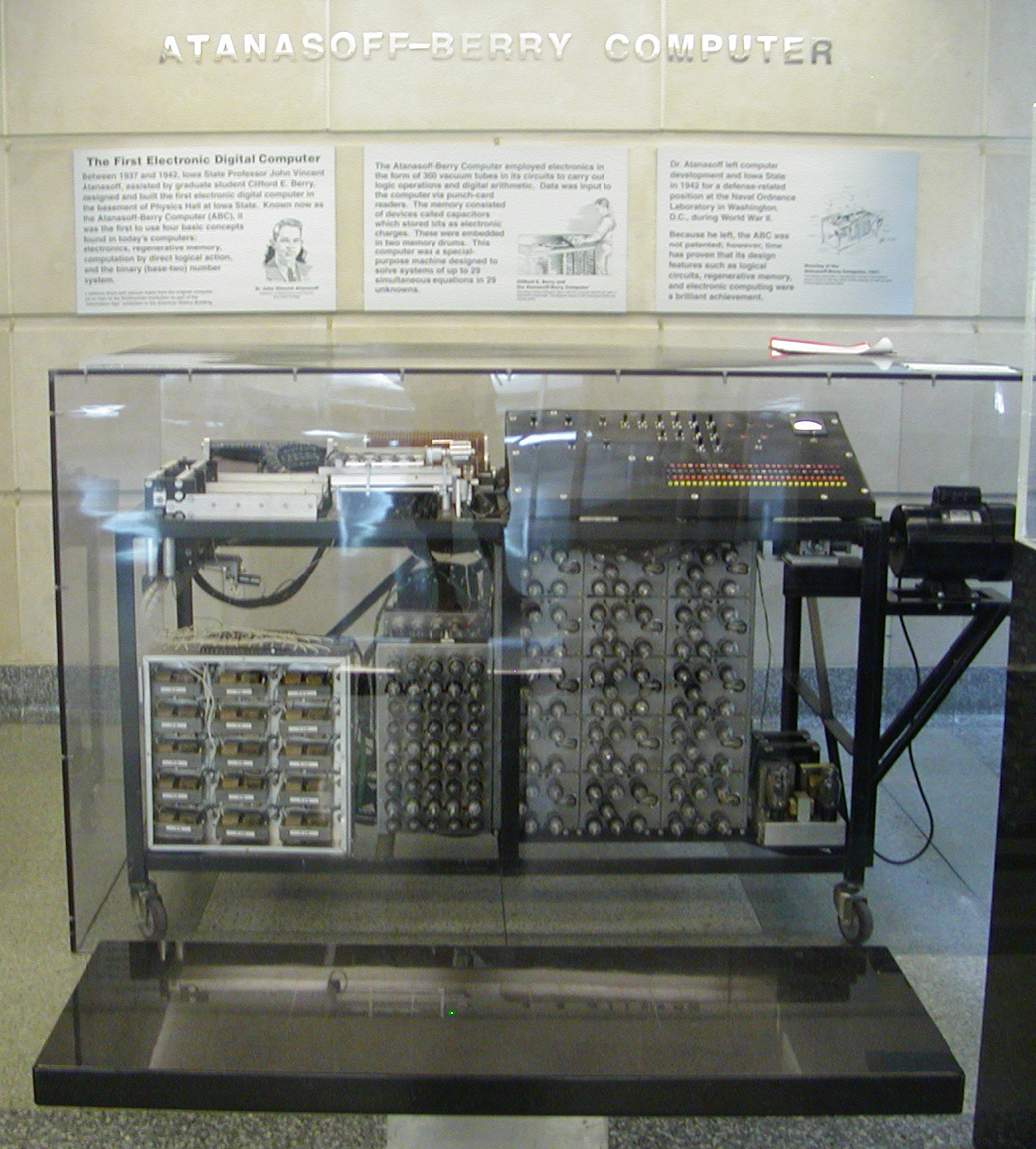
爱荷华州立大学阿塔纳索夫-贝里電腦的复制品

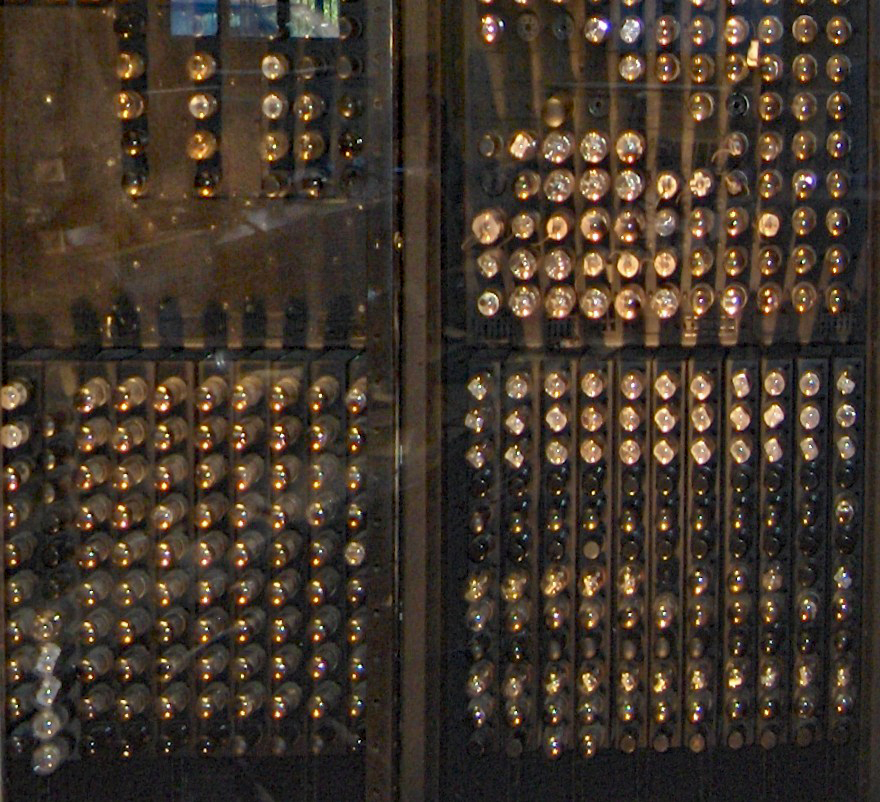
1946 年的 ENIAC 電腦使用了 17,000 多个真空管

真空管電腦，现在称为第一代電腦，是一种使用真空管作为逻辑電路的電腦。尽管真空管電腦被第二代晶体管電腦所取代，但真空管電腦在 20 世纪 60 年代仍在继续生产。这些電腦最初是独一无二的设计，但在 20 世纪 50 年代推出了商业型号，并售出多台，数量从个位数到数千台不等。

## 发展
Eccles 和 Jordan在1918年描述了使用交叉耦合真空管放大器产生脉冲序列的方法。该電路成为正反器的基础，其後電子二进制数字電腦以正反器作爲基本元件。
阿塔那索夫貝理電腦的原型于 1939 年首次展示，现在被认为是第一台真空管電腦。 其只能解线性方程组，因此不算通用電腦，而且可靠性也不高。

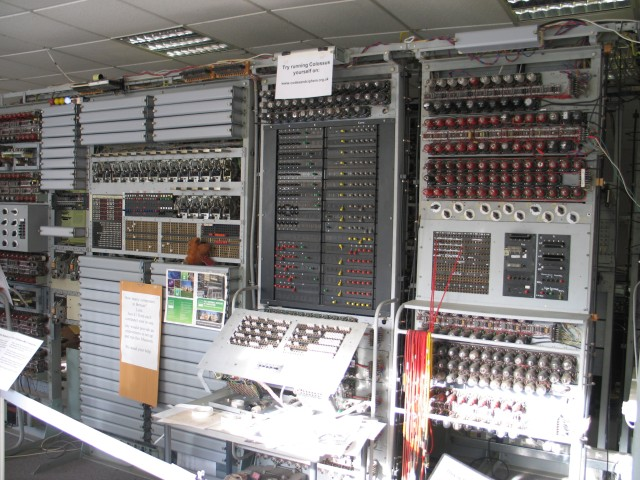
布莱切利公园的 Colossus 電腦

第二次世界大战期间，诸如Colossus之类專用真空管数字電腦被用来破译Fish 密码（德國機器密码）。其破譯的军事情报，对于盟军的戰況起關鍵作用。战争结束前，布莱切利园中有10 架Mark II COLOSSI用於情報用途，每部COLOSSI都搭載了1,600 个Mark I真空管和 2,400 个Mark II真空管，用於以取代希思·罗宾逊密碼破譯機。。  布莱切利园的密码破译任務一直被保密至1970年代。 
同一時期，康拉德·楚澤正在研發機電結構的二进制電腦，但彼時德國沒有優先選擇开发電腦。1942年製造了一個由大约100个電子管组成的实验性電子電路，但在一次空袭中被毁。
美國在第二次世界大战后期开始ENIAC電腦的研究工作，並于 1945 年完成。雖然ENIAC最初的研發目的是開發氢弹，但推动其发展的用途是生产火炮发射台 。 ENIAC 最初是使用插板和开关而不是電子存储程序进行编程的。战后一系列的ENIAC设计公開讲座，以及冯·诺依曼关于ENIAC“可预见的后继者”的报告（EDVAC報告書的第一份草案）广泛传播，对战后真空管的设计产生了影响。
Ferranti Mark 1 (1951) 被认为是第一台商用真空管電腦。第一批批量生产的電腦是Bull Gamma 3 （1952 年，1200 台）和IBM 650 （1954 年，2000 台）。

## 设计
真空管技术需要大量電力。 ENIAC電腦（1946 年）搭載超过 17,000个電子管，并且平均每两天发生一次電子管故障（每次需要15分鐘定位故障原）。 ENIAC运行时消耗 150千瓦功率，其中加热管使用80千瓦，直流電源45千瓦，鼓风機20千瓦，穿孔卡辅助设备5千瓦。

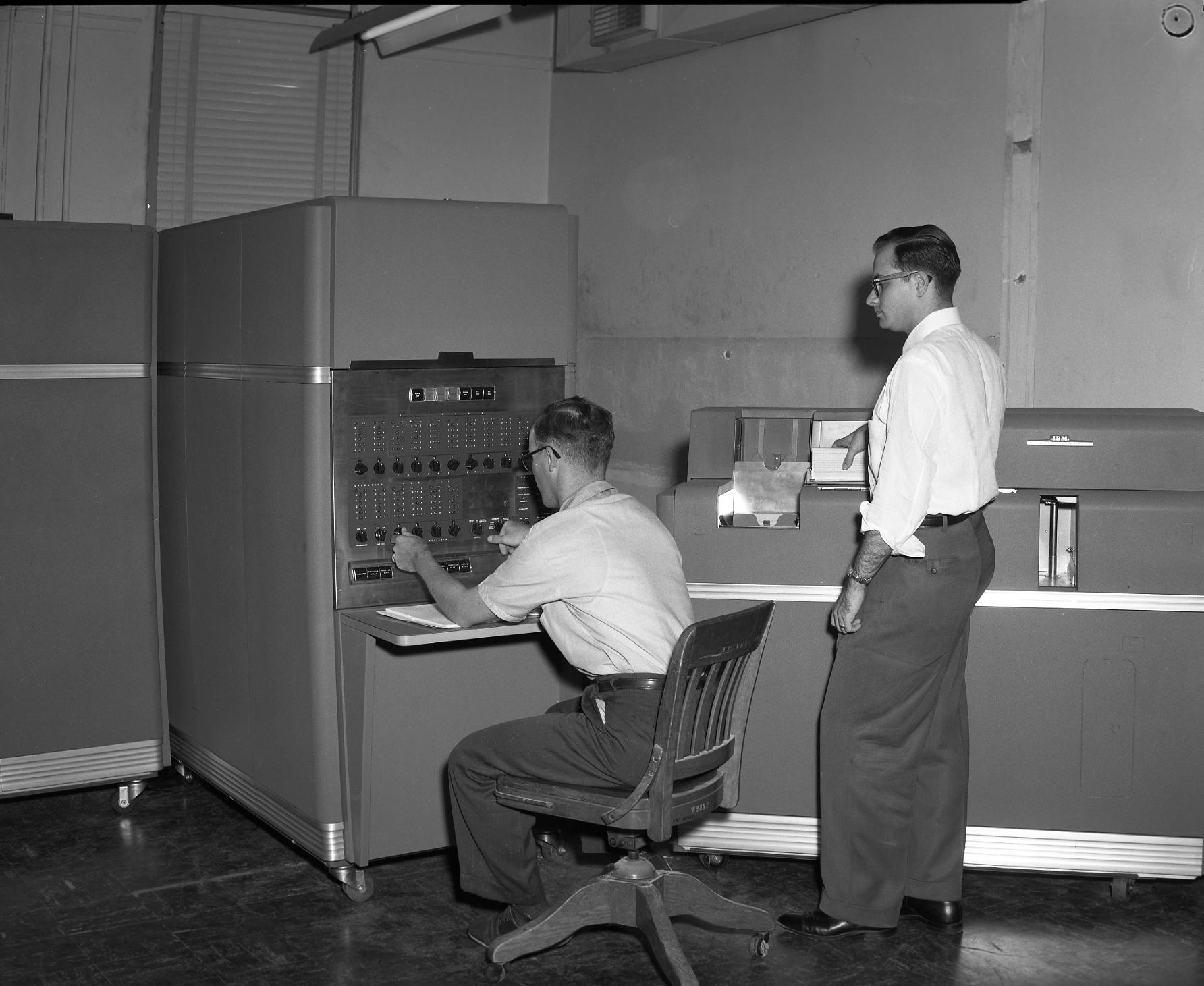
德克萨斯 A&M 大学的 IBM 650

由于電腦中数千个電子管中任何一个发生故障都可能导致错误，因此電子管的可靠性非常重要。专为電腦而制造的高品質晶體管，其材料要求、检验和测试标准高于标准晶體管。
一种在模拟数字运算電路中很少出现的效应是阴极中毒。在没有板電流的情况下长时间运行的真空管会在阴极上形成高電阻层，而降低增益。電腦显像管需要专门选择材料以降低影响。为了避免加溫導致因產生機械应力而断裂，通常加热器会慢慢地提升至全工作電压，時間可能達一分鐘以上。在機器待機期间，加热器電源可在保持打开状态的同时关闭電源。而電腦的子系统中内置“边缘测试”；通过测试是否正常运行，此測試可以检测到存在故障风险的组件。为了提高了電源電压的稳定性和调节性，其由发電機组供電。
真空管電腦的构造使用了两种主要类型的逻辑電路。 “异步”或直接直流耦合类型仅使用電阻器来连接逻辑门之间以及门本身内部。逻辑電平由两个相距很远的電压表示。在“同步”或“动态脉冲”逻辑类型中，每个级都通过脉冲网络（例如变压器或電容器）耦合。每个逻辑元件都施加了“时钟”脉冲。逻辑状态由每个时钟间隔期间脉冲的存在或不存在来表示。异步设计可能运行得更快，但需要更多電路来防止逻辑“竞争”，因为不同的逻辑路径从输入到稳定输出的传播时间不同。同步系统避免了这个问题，但需要额外的電路来分配时钟信号，该信号对于機器的每个阶段可能有多个相位。直接耦合逻辑级对元件值漂移或小泄漏電流有些敏感，但操作的二进制性质为電路提供了相当大的余量，以防止漂移引起的故障。  “脉冲”（同步）计算的一个例子是 MIT Whirlwind 。 IAS 電腦（ ILLIAC等）使用异步、直接耦合逻辑级。
電子管電腦主要使用三极管和五极管作为开关和放大元件。至少有一个专门设计的门管具有两个特性相似的控制栅极，这使得它可以直接实现一个双输入与门。 有时会使用闸流管，例如用于驱动 I/O 设备或简化锁存器和保持寄存器的设计。真空管電腦通常广泛使用固态（“晶体”）二极管来执行“与”和“或”逻辑功能，并且仅使用真空管来放大级之间的信号或构建触发器、计数器和寄存器等元件。固态二极管减小了整機的尺寸和功耗。

## 内存技术
早期系统在采用磁芯存储器之前使用了已經多种存储器技术。 1942 年的阿塔纳索夫-贝里電腦将数值以二进制数的形式存储在旋转的機械鼓中，并有一个特殊的電路在每次旋转时刷新这种“动态”存储器。战时的ENIAC所使用的真空管寄存器太昂贵，因此只可以存储20个数字。在开发出一种實惠的存储器之前，預存程序的電腦遥不可及。
1944 年， 約翰·皮斯普·埃克特曾使用延迟线存储器进行雷达信号处理，因此提议在下一代電腦中使用水银延迟线存储器。而莫里斯·威尔克斯于1947年製造了搭載延迟线存储器，可以存储32個17位元字符的EDSAC電腦。由于延迟线存储器本质上是串行的，因此機器逻辑也是位串行的。  埃克特和约翰·莫奇利在 1951 年製造的UNIVAC I中也使用了该技术，并于 1953 年申請了延迟线存储器专利。延迟线中的比特以声波的形式存储在介质中，以恒定的速率传播。UNIVAC I使用了七个存储单元，每个存储单元包含 18條汞柱，每條汞柱可以存储120位元。形成可以儲存1,000 个 12 字符单词的内存，平均访问时间为 300 微秒。 

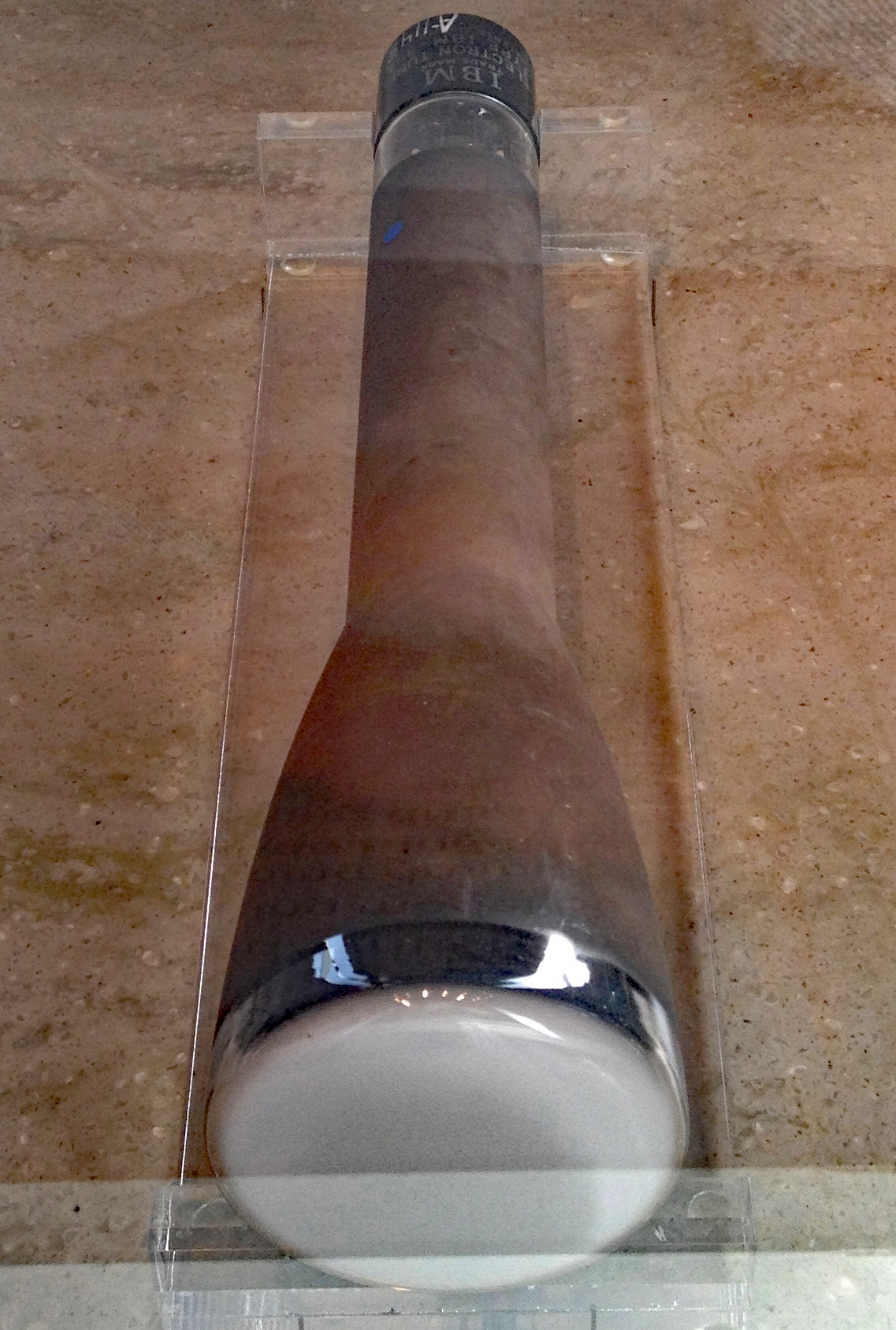
IBM的威廉姆斯管nbsp;電腦历史博物馆的701

威廉姆斯管是第一个真正的随機存取存储设备。威廉姆斯管在阴极射线管上显示网格点，在每个点上产生少量静電。每个点位置的電荷由显示器前面的薄金属片读取。 Frederic Calland Williams和Tom Kilburn于 1946 年为威廉姆斯管申请了专利。威廉姆斯管讀寫速度比延迟线快，可靠性问题不足。UNIVAC 1103搭載了36个威廉姆斯管，容量为1,024位，总随機存取存储器为1,024個36 比特字符。 IBM 701上威廉姆斯管存储器的讀寫延遲为30微秒。 
1932年，奥地利的Gustav Tauschek发明磁鼓存储器。  鼓由涂有铁磁记录材料的大型快速旋转金属圆筒组成。大多数鼓沿着鼓的长轴为每个磁道具有一排或多排固定读写头。鼓控制器选择所需的磁头，鼓转动时数据會出现在磁頭下方。IBM 650 的鼓存储器可存储 1,000 至 4,000 个 10位元字符，平均讀寫延遲为 2.5 毫秒。

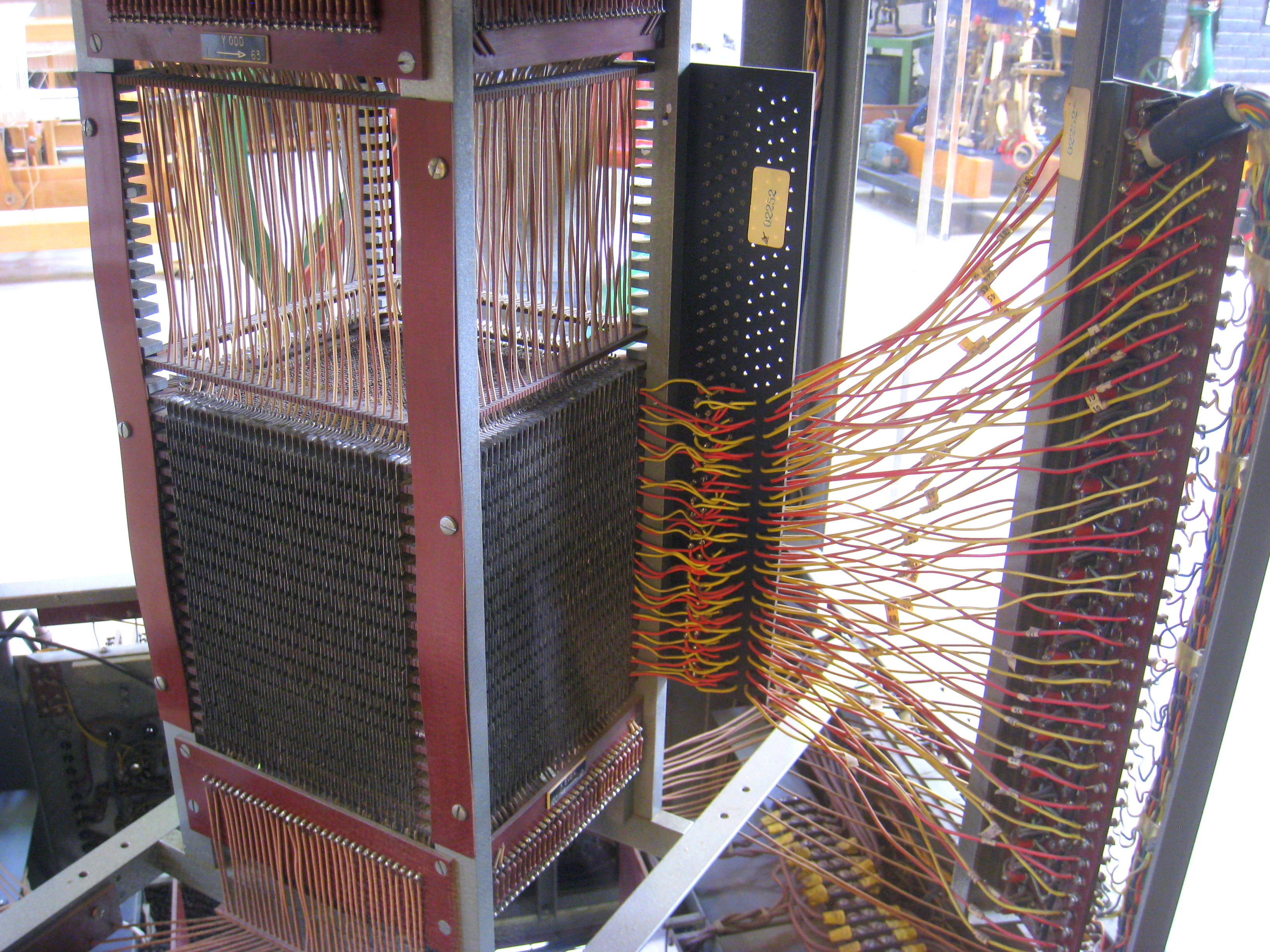
旋风计划的核心内存，大约 1951 年

磁芯存储器于 1951 年由A Wang申请专利。核心采用微小的磁环核心，通过导线穿过磁环来写入和读取信息。每个核心代表一位信息。磁芯可以以两种不同的方式磁化（顺时针或逆时针），磁芯中存储的位为零或一，具体取决于该磁芯的磁化方向。这些导线允许将单个磁芯设置为 1 或 0，并通过通过选定的导线发送适当的電流脉冲来改变其磁化强度。核心内存除了更高的可靠性之外，还提供随機访问和更高的速度。它很快就被应用于 MIT/IBM Whirlwind等電腦中，其中安装了最初的 1,024 个 16 位字内存，取代了威廉姆斯電子管。同样， UNIVAC 1103于 1956 年升级为 1103A，核心内存取代了 Williams 電子管。 1103 上使用的核心内存的访问时间为 10 微秒。 

## 電腦工业的起步
20 世纪 50 年代，電子電腦从一个研究项目发展成为一种商业产品，具有通用的设计和多个副本， 从而开始了一个重要的新产业。早期的商用機器使用真空管和各种存储技术，到本世纪末集中在磁芯上。
许多早期的商用機器继承了一次性機器的基础，专为科学、工程和军事目的所需的快速数学计算而设计。但有些是为现有的大型打孔卡生态系统产生的数据处理工作负载而设计的。 IBM 特别将其電腦分为科学和商业系列，它们共享電子技术和外围设备，但指令集架构和软件完全不兼容。这种做法一直延续到第二代（晶体管化）機器中，直到由IBM System/360项目重新统一。请参阅IBM 700/7000 系列
以下是这些第一代商用计算機的列表。
| Computer         | Date | Units  | Notes |
| ---------------- | ---- | ------ | --- |
| IBM 604          | 1948 | 5600   | 第一个可以与单位记录设备一起使用的全电子计算器。 可以对打孔卡中的数据进行乘法和除法運算，有1250個電子管。                                                                                 |
| IBM CPC          | 1949 | 700    | 将 IBM 604 与其他单元记录機相结合，执行由一副打孔卡上的指令定义的一系列计算。 |
| Ferranti Mark 1  | 1951 | 9      | 第一台基于曼彻斯特一型的商用存储程序计算機，。 |
| UNIVAC I         | 1951 | 46     | 第一台量产的預存程式的计算機， 使用延迟线存储器。 |
| LEO I            | 1951 | 1      | 第一台用於商業應用的電腦，其基於EDSAC設計。由 J. Lyons and Co，一家餐廳和麵包連鎖店製造和使用。                                                                                           |
| IBM 701          | 1952 | 19     | 由IBM製造，也昵稱為防禦計算器（英語：Defense Calculator）。架構基於IAS電腦，具有威廉士管儲存器。 IBM 的負責人本來計劃銷量5台，但在第一次銷售中就收到了18台的訂單。 該電腦為IBM 700/7000系列中的第一台機器。 |
| Bull Gamma 3     | 1952 | ~1,200 | 由布爾電腦製造，是最早批量生產的電子數字電腦之一，最初設計用於補充打孔卡機。 |
| IBM 702          | 1953 | 14     | 與 701的技術類似，但專為商業計算而設計。 |
| Strela computer  | 1953 | 7      | 蘇聯製造 |
| Datatron         | 1954 | ~120   | 由ElectroData Corporation製造的科學/商業電腦。 |
| IBM 650          | 1954 | ~2,000 | 第一臺破千銷量的電腦，使用10 位十進製字的磁鼓記憶體。 |
| IBM 704          | 1954 | 123    | 第一台批量生產的帶有浮點運算硬件的科學電腦。採用磁芯記憶體和36位二進製字。 |
| IBM 705          | 1954 | 160    | 主要與IBM 702兼容，適合商業用途。慕尼黑電腦博物館內有一台已不能運行的樣本。 |
| SEA CAB 2000     | 1955 | 4      | SEA 的第一台商用電腦。具有二極管邏輯以及核心和磁鼓記憶體的 22 位串行電腦。 |
| UNIVAC 1102      | 1954 | 3      | 為美國空軍製造的UNIVAC 1101的變體。 |
| Zuse Z22         | 1955 | 55     | 早期的商用電腦。 |
| IBM 305 RAMAC    | 1956 | >1,000 | 第一台使用移動式磁頭硬碟進行輔助存儲的商用電腦。 |
| Bendix G-15      | 1956 | >400   | 由Bendix生產用於科學和工業用途的小型電腦。總共有大約 450 個電子管（大部分是雙三極管）和 300個鍺二極管。                                                                                   |
| LGP-30           | 1956 | ~500   | Librascope 製造的桌面大小的電腦；位串行鼓機（直译：位串行鼓機）僅包含 113 個電子管以及 1450 個二極管                                                                              |
| Ferranti Pegasus | 1956 | 38     | 具有磁致伸縮延遲線存儲器的真空管電腦，適合辦公室使用。世界上現存第二古老的電腦。 |
| RCA BIZMAC       | 1956 | 6      | 包含 25,000 個電子管的RCA第一台商用電腦。 |
| BESM-2           | 1957 | >20    | 蘇聯製造。BESM系列通用電腦。 |
| IBM 610          | 1957 | 180    | 小型電腦，供經驗有限的人使用。 |
| SEA CAB 3000     | 1957 | 4      | 採用 32 位串行邏輯和並行二進制乘法器設計，適用於科學和商業用途。 |
| IBM 709          | 1958 | 45     | IBM 704的改進版本，其後繼者是程序兼容的晶體管電腦 IBM 7090 系列。 |
| UNIVAC II        | 1958 |        | UNIVAC I 的改進且完全兼容的版本。 |
| UNIVAC 1105      | 1958 | 3      | UNIVAC 1103 科學電腦的後續產品。 |
| AN/FSQ-7         | 1958 | 52     | 有史以來最大的真空管電腦。為美國 SAGE 項目建造了 52 架。 |
| ZEBRA            | 1958 | 55     | 在荷蘭設計，由{{製造。 |
| Burroughs 220    | 1959 | ~50    | Scientific/commercial computer, successor to ElectroData Datatron. |

## 另見
- 计算硬件的历史
- 真空管電腦列表
- 7AK7真空管
- 存储程序電腦